# Oudleusen
Oudleusen (Nedersaksisch: Oldlusen of Oldluzen) is een dorp in de gemeente Dalfsen, liggend in de streek Salland in de Nederlandse provincie Overijssel. Oudleusen ligt aan de noordoostkant van de gemeente Dalfsen. Het dorp ligt aan de Hessenweg (N340), een oude handelsroute, en telt op 1 januari 2018 560 inwoners.

## Geschiedenis
Het dorp Leusen is in de 13e eeuw na Christus ontstaan. De naam Leusen is waarschijnlijk afgeleid van 'lo-essen', houtessen. De naam Leusen komt in de loop der eeuwen ook voor als Lusne (1313), Loesen (1322), Luessen (1485) en Oltleusen (1655). Toen in de zeventiende eeuw de hoogveenmoerassen ten noorden van Leusen door de Luessener Compagnie werden ontgonnen ontstond daar een nieuwe nederzetting, Nieuwleusen. Het oude dorp Leusen kreeg toen de naam Oudleusen. Vanaf de 19e eeuw is Oudleusen zich steeds meer gaan ontwikkelen tot een hechte gemeenschap. In 1967 verrees Ontmoetingscentrum de Wiekelaar. In 1989 kreeg Oudleusen ook een sporthal.

## Situatieschets
Oudleusen is een klein dorp, met een beperkt aantal voorzieningen. Het dorp kent een Nederlandse Hervormde Kerk, een bibliotheek, een basisschool, een supermarkt en langs de eeuwenoude Hessenweg traditiegetrouw een eetcafé en een wegrestaurant. Oudleusen heeft een bedrijfsterrein, het Muldersveld, met voornamelijk lokale bedrijvigheid. Daarnaast kent Oudleusen agrarische bedrijvigheid in het buitengebied. In het kader van de plattelandsvernieuwing vinden er nieuwe ontwikkelingen plaats, zoals kamperen bij de boer, niet-agrarische bewoning en het omzetten van landbouwgrond in natuur.

## Voetnoten
1. ↑  Scholtmeijer, Harrie (2006), Mörn! Taalgids Overijssel, Assen: In Boekvorm Uitgevers bv.
2. ↑  Gemeentegids Dalfsen 2018-2019, p.20